# August Karel Kříž
Major dělostřelectva August Karel Kříž (12. května 1814 Tábor – 19. ledna 1886 Chrudim) byl český vojenský důstojník, dělostřelec, technolog, kartograf, cestopisec a horolezec, dlouhodobě působící v Persii, kam odcestoval jako člen vojenské rozvojové výpravy rakouské Císařské armády v letech 1851 až 1859. Byl autorem odborné vojenské literatury v perštině a rovněž se zde podílel na zprovoznění prvního telegrafního spojení. V Perské armádě mu byla udělena hodnost brigádního generála.

## Život

### Mládí
Narodil se v Táboře v jižních Čechách do české rodiny. Vstoupil do Císařské armády, kde začal budovat kariéru jako důstojník dělostřelectva. Byl vzdělán technologicky, stejně jako v tvorbě přesných dělostřeleckých map.

### V Persii

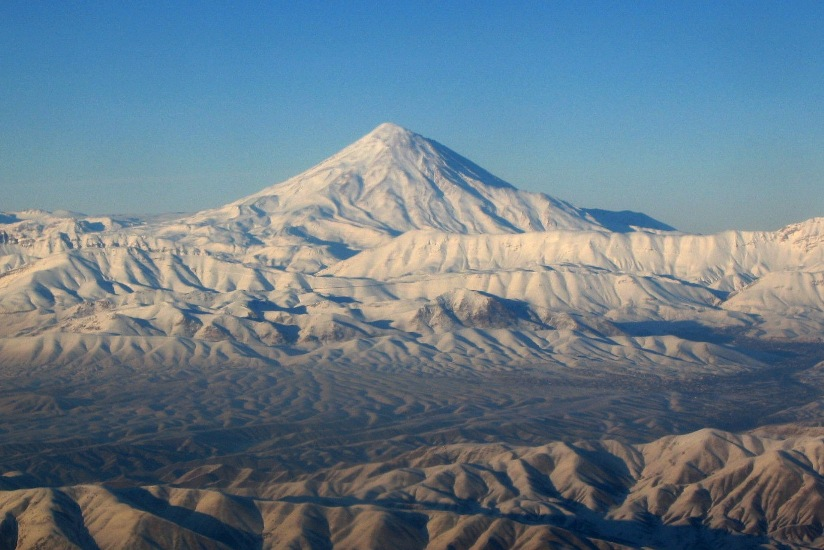
Damávand (5 670 m n. m.), nejvyšší hora Íránu

Na žádost perského šáha Násiruddína byla rakousko-uherskou armádou vypraven do Persie (pozdější Írán) vojenský kontingent s úkolem pomoci modernizace perské armády, jehož byl Kříž součástí. Podílel se na přezbrojování a výcviku zdejších dělostřelců, rovněž se posléze naučil persky a vydal v tomto jazyce první odbornou dělostřeleckou literaturu.
Pobýval především v hlavním městě Teheránu (vytvořil první moderní plán města), rovněž spolu s kolegou, rakouským lékařem českého původu Jakobem Eduardem Polakem, vykonal několik kartografických výprav. Roku 1858 vytvořil po zdolání vrcholu Damávand (5 670 m n. m.) nový český výškový rekord. Vrchol Damávandu a dalších masivů také přesně zaměřil. Podílel se také na rozvoji prvních průmyslových podniků a pomáhal též zprovoznit telegraf v šáhově palácovém sídle, vůbec první takové zařízení v zemi. V Perské armádě následně obdržel hodnost brigádního generála (sertipa) a byl oceněn vysokými vojenskými a státními vyznamenáními. Byl pak schopen zprostředkovávat přímý kontakt mezi vedením země a rakousko-uherskou vládou.
V Persii zůstal s rakousko-uherskou výpravou smluvené čtyřleté období, následně se rozhodl svůj pobyt na stejné období prodloužit, kvůli zdravotním problémům se však do Čech vrátil oproti plánu dříve, roku 1859. Usídlil se u svých příbuzných v Chrudimi, kde trávil penzi. Cestopisné a vzpomínkové texty uveřejňoval na pokračování v místním periodiku Posel z východních Čech v sérii s názvem Obrazy z Persie.
Během návštěvy šáha u císaře Františka Josefa I. v Rakousku-Uhersku v 70. letech mu byla nabídnuta pozice v perské armádě, kterou Kříž odmítl.

### Úmrtí
August Karel Kříž zemřel v Chrudimi 19. ledna 1886 ve věku 71 let. Pohřben byl na zdejším hřbitově U Kříže. Jeho pohřeb s vojenskými poctami se stal ve městě společenskou událostí.